# Pełczanka
Pełczanka – wieś sołecka w Polsce położona w województwie mazowieckim, w powiecie mińskim, w gminie Cegłów.
Wieś duchowna  położona była w drugiej połowie XVI wieku w powiecie garwolińskim  ziemi czerskiej województwa mazowieckiego. W latach 1975–1998 miejscowość administracyjnie należała do województwa siedleckiego.
Wierni Kościoła rzymskokatolickiego należą do parafii Jana Chrzciciela i Andrzeja Apostoła w Cegłowie.